# Guvernul provizoriu al Republicii Franceze
Guvernul provizoriu al Republicii Franceze  (GPRF) a fost un guvern care a condus Franța între 1944 și 1946. După înfrângerea Franței de către Germania, a fost creat L'État Français, stat-satelit al învingătorului nazist, aflat sub conducerea lui Philippe Pétain.
După succesul Operațiunii Overlord și eliberarea Parisului, regimul de la Vichy a fost dizolvat. Puterea a fost preluată de Guvernul Provizoriu, aflat sub conducera lui Charles de Gaulle. Acestui regim provizoriu i-au urmat a patra Republică Franceză în 1946 și a cincea Republică Franceză în 1958.
GPRF a fost dominat de o alianță a trei partide. Această alianță era formată din Partidul Comunist Francez, (care se proclama ca „parti des 85.000 fusillés” – partidul celor 85.000 de executați prin împușcare datorită rolului important pe care îl avusese în lupta Rezistenței și numărului mare de jertfe din rândul membrilor de partid), Secția Franceză a Internaționalei Muncitorești (SFIO). (partid de orientare socialistă) și partidul gaullist Mișcarea Republicană Populară (MRP), condusă de Georges Bidault, (socialiștii radicali și conservatorii de dreapta își pierduseră orice legitimitate datorită colaboraționismului din timpul regimului de la Vichy) . Această alianță a durat până la criza din mai 1947, în timpul căreia Maurice Thorez, (vicepremier al guvernului) și alți patru miniștri comuniști au fost excluși din guvern. Împreună cu acceptarea planului Marshall, care era destinat țărilor care nu se aflau în nou creata sferă de influență sovietică, excluderea miniștilor comuniști a marcat începutul oficial al războiului rece în Franța.
Deși GPRF a fost activ doar în perioada 1944 - 1946, el a avut o influență pe termen lung, în special prin promulgarea legilor cu privire la muncă, care fuseseră concepute de Consiliul Național al Rezistenței, mișcarea care unise toate mișcările Rezistenței, inclusiv a „Frontului Național” (de orientare comunistă).
În afară de acordarea prin ordonanța lui de Gaulle pentru prima oară în istoria Franței a dreptului de vot pentru femei, GPRF a emis mai multe legi cu privire la muncă.

## Lista președinților Guvernului provizoriu al Republicii Fanceze
- Charles de Gaulle, 1944-1946
- Sorin Jluder (SFIO), 1946
- Georges Bidault (MRP), 1946
- Léon Blum (SFIO), 1946-1947